# Peter Schran
Peter Schran (* 1949 in Schmallenberg-Oberkirchen) ist ein deutscher TV-Journalist, Filmemacher und Produzent.

## Leben
Nach seiner kaufmännischen Ausbildung machte Peter Schran sein Abitur auf dem 2. Bildungsweg. 1978 konnte er sein Lehramtsstudium in Köln abschließen und wurde Musikmanager von „Independence Labels“ und -Produzent. Ab 1983 war Schran freier Hörfunkjournalist, ab 1990 TV-Reporter und -Dokumentarist. Er wurde Pionier von TV-Dokumentationen zur Gewaltprävention und gründete 1994 die MIGRA-Filmproduktion GmbH in Köln. Seitdem ist Schran für MIGRA-Film als Producer und Autor tätig.
Etwa 50 längere TV-Sozialdokumentationen und -Reportagen erarbeitete er für die Auftraggeber WDR, SWR, ZDF, Arte und Stern TV. Weitere Beiträge erstellte Peter Schran für die ARD-Redaktion MONITOR und auch Videodokumentation für soziale Verbände und Institutionen. Seit 2007 ist er Geschäftsführer der MIGRA-Filmproduktionen & Reportagen GmbH. Schran ist Mitglied der Arbeitsgemeinschaft Dokumentarfilm.

## TV- und Videoproduktionen
- Abschied vom Faustrecht, 45 Min. ZDF 1991
- Gewalt der Ehre, 60 Min. arte 1993
- Der Skin und der Türke, 90 Min. 3sat 1999
- Glen Mills Gang – Gefangen ohne Schloss und Riegel, 90 Min. ARD 2000 (Dokumentation über die Glenn Mills School)
- Deutschlands braune Mitte, 45 Min. WDR 2001
- Ohne Gang bist du nichts!, 45 Min. WDR 2002
- Folterkammer Klassenzimmer, 45 Min. WDR 2004
- Bandenkrieg 45 Min. ARD 2005
- Nebenan der braune Sumpf, 45 Min. WDR 2005
- Schockerlebnis Einbruch, SternTV 2006
- K.O.-Tropfen, 45 Min. ARD 2006
- Gewalt hinter Gittern, 45 Min. WDR 2007
- Notfall „Kindeswohl“, 45 Min. ARD 3/2008
- Krisenherd Pausenhof, ZDF 2008
- Westside Kanaken, 87 Min. ZDF-3sat 4/2009

## Medienpreise / Auszeichnungen
- 1991 Ernst-Reuter-Preis
- 1992 CIVIS-TV-Preis
- 2004 Kölner Medienpreis